# 岡 (藤井寺市)
岡（おか）は、大阪府藤井寺市にある地名。2025年現在の行政地名は岡一丁目から岡二丁目。

## 地理
藤井寺市の西部に位置する。東は御舟町、南は春日丘・藤井寺、西は恵美坂、北は北岡・小山に接する。東側に一丁目、西側に二丁目がある。

## 歴史

### 沿革
- 江戸期 - 河内国丹南郡に岡村が所在。天保11年（1840年）から幕府領。
- 1869年（明治2年）、堺県の所属となる。
- 1881年（明治14年）、大阪府の所属となる。
- 1889年（明治22年）、町村制の施行により、長野村の大字となる。
- 1896年（明治29年）、郡の統廃合により、南河内郡の所属となる。同年、長野村が藤井寺村と改称。
- 1928年（昭和3年）、藤井寺村が町制施行し、藤井寺町となる。
- 1959年（昭和34年）、藤井寺町が、道明寺町と合併し、新設の藤井寺道明寺町の一部となる。
- 1960年（昭和35年）、藤井寺道明寺町が美陵町と改称。
- 1966年（昭和41年）、美陵町が市制施行・即日改称して、藤井寺市となる。
- 1969年（昭和44年）、藤井寺市岡・藤井寺の各一部より、岡1 - 2丁目成立[5]。

## 世帯数と人口
2025年（令和5年）6月30日現在の世帯数と人口は以下の通りである。
| 丁目     | 世帯数    | 人口    |
| -------- | --------- | ------- |
| 岡一丁目 | 960世帯   | 1,824人 |
| 岡二丁目 | 517世帯   | 841人   |
| 計       | 1,477世帯 | 2,665人 |

### 人口の変遷
国勢調査による人口の推移。
| 1995年（平成7年）  | 2,068人 | [ 6 ]  |  |
| 2000年（平成12年） | 2,005人 | [ 7 ]  |  |
| 2005年（平成17年） | 2,323人 | [ 8 ]  |  |
| 2010年（平成22年） | 2,834人 | [ 9 ]  |  |
| 2015年（平成27年） | 2,721人 | [ 10 ] |  |
| 2020年（令和2年）  | 2,607人 | [ 11 ] |  |

### 世帯数の変遷
国勢調査による世帯数の推移。
| 1995年（平成7年）  | 870世帯   | [ 6 ]  |  |
| 2000年（平成12年） | 864世帯   | [ 7 ]  |  |
| 2005年（平成17年） | 1,096世帯 | [ 8 ]  |  |
| 2010年（平成22年） | 1,347世帯 | [ 9 ]  |  |
| 2015年（平成27年） | 1,339世帯 | [ 10 ] |  |
| 2020年（令和2年）  | 1,351世帯 | [ 11 ] |  |

## 学区
市立小・中学校に通う場合、学区は以下の通りとなる。
| 丁目     | 番/番地等 | 小学校                 | 中学校                 |
| -------- | --------- | ---------------------- | ---------------------- |
| 岡一丁目 | 全域      | 藤井寺市立藤井寺小学校 | 藤井寺市立藤井寺中学校 |
| 岡二丁目 | 全域      | 藤井寺市立藤井寺小学校 | 藤井寺市立藤井寺中学校 |

## 事業所
2021年（令和3年）現在の経済センサス調査による事業所数と従業員数は以下の通りである。
| 丁目     | 事業所数  | 従業員数 |
| -------- | --------- | -------- |
| 岡一丁目 | 179事業所 | 1,564人  |
| 岡二丁目 | 260事業所 | 2,521人  |
| 計       | 439事業所 | 4,085人  |

## 交通

### 鉄道
- 近鉄南大阪線 - 藤井寺駅

### バス
2025年6月現在
- 近鉄バス[14]
藤井寺駅（北口のりば）- 北岡、藤井寺駅前（南口のりば）

### 道路
- 大阪府道12号堺大和高田線
- 大阪府道186号大阪羽曳野線

## 施設
- 藤井寺市役所
- ハローワーク藤井寺
- 藤井寺市商工会館
- 三井住友銀行 藤井寺支店
- 池田泉州銀行 藤井寺支店
- イオン藤井寺ショッピングセンター
- ビス河南
- ふじの子保育園

## 郵便
- 郵便番号：583-0027[3]（集配局：藤井寺郵便局[15]）。

## ギャラリー

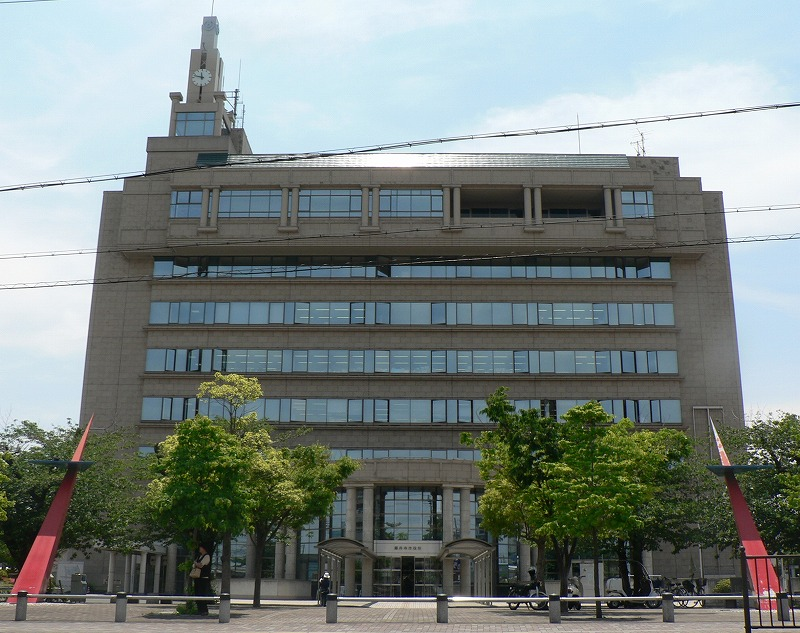
藤井寺市役所
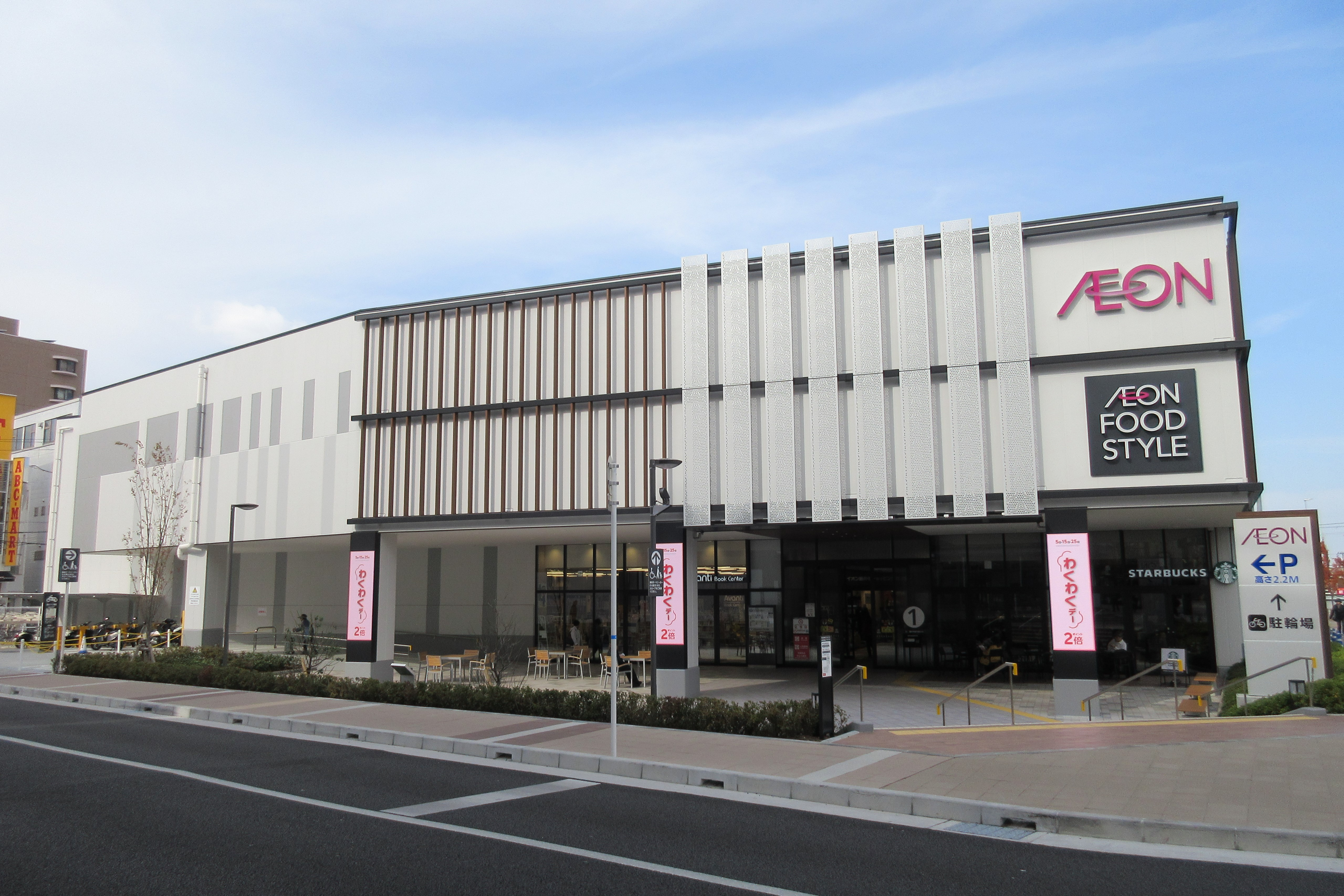
イオン藤井寺ショッピングセンター
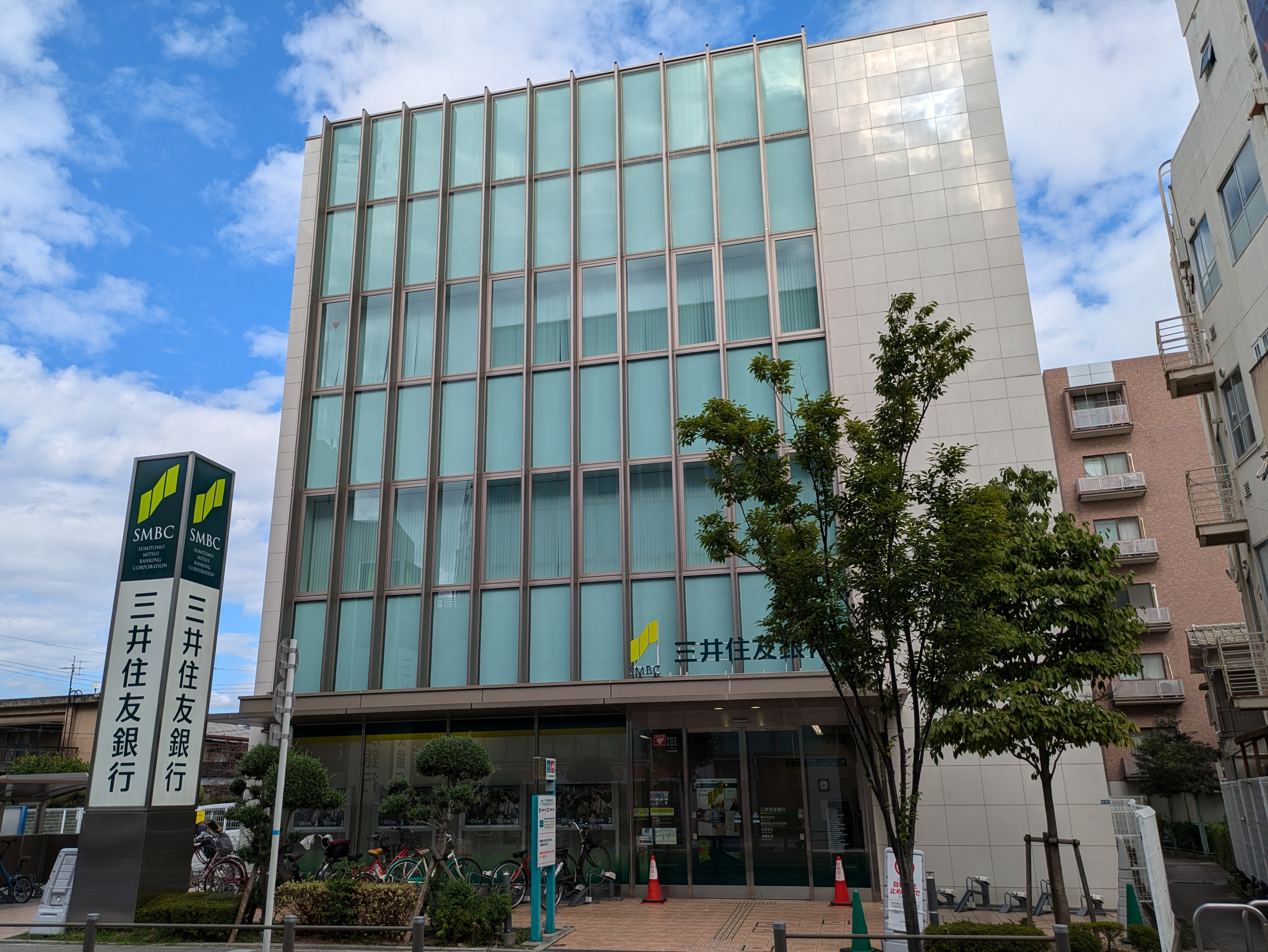
三井住友銀行 藤井寺支店
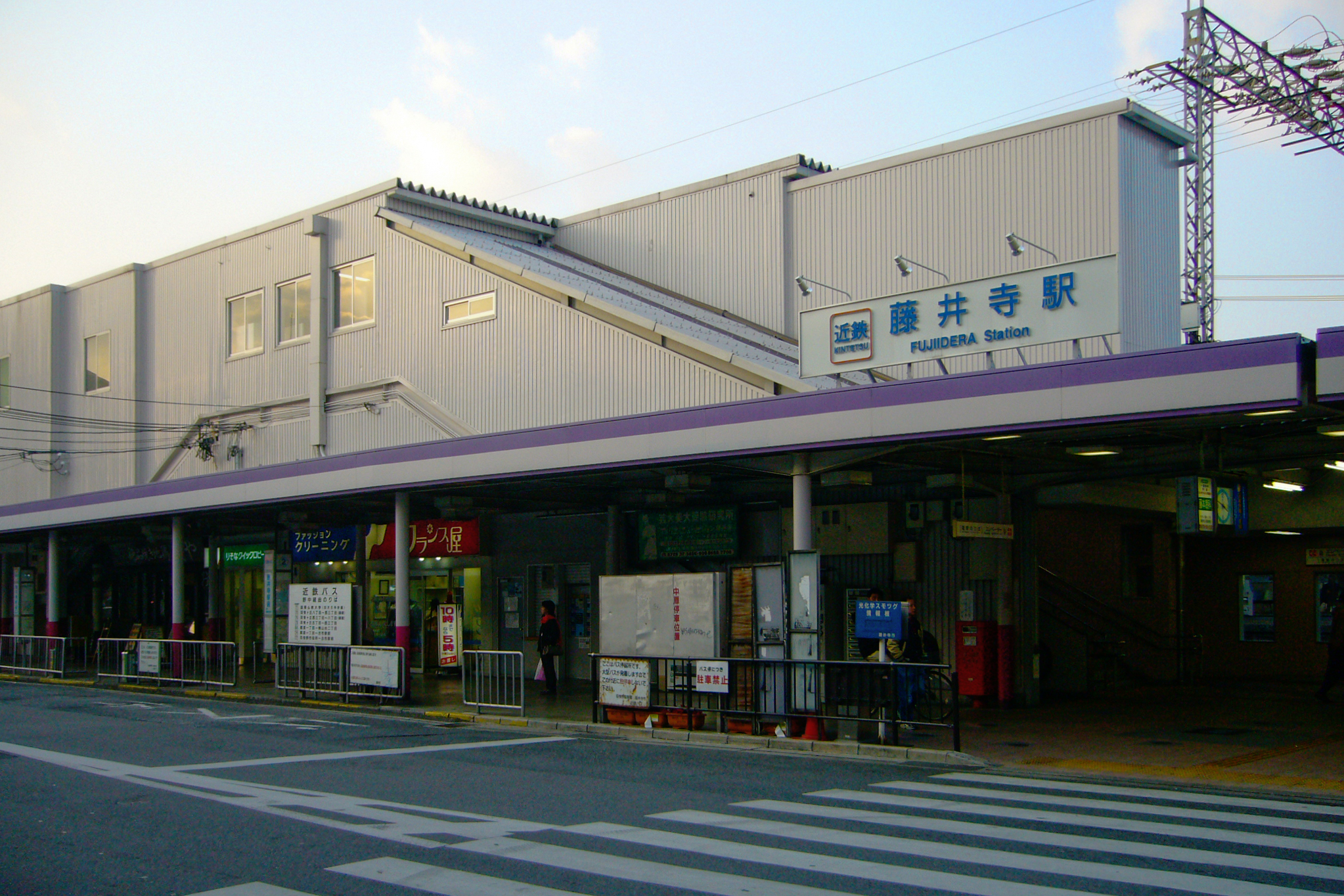
藤井寺駅